# 19122 Amandabosh
19122 Amandabosh è un asteroide della fascia principale. Scoperto nel 1985, presenta un'orbita caratterizzata da un semiasse maggiore pari a 2,3583474 UA e da un'eccentricità di 0,2154021, inclinata di 1,22240° rispetto all'eclittica.